# Municipio de Bowling Green (condado de Chariton)
El municipio de Bowling Green (en inglés: Bowling Green Township) es un municipio ubicado en el condado de Chariton en el estado estadounidense de Misuri. En el año 2010 tenía una población de 109 habitantes y una densidad poblacional de 1,02 personas por km².

## Geografía
El municipio de Bowling Green se encuentra ubicado en las coordenadas 39°22′13″N 92°59′38″O / 39.37028, -92.99389. Según la Oficina del Censo de los Estados Unidos, el municipio tiene una superficie total de 106.63 km², de la cual 102,18 km² corresponden a tierra firme y (4,18 %) 4,45 km² es agua.

## Demografía
Según el censo de 2010, había 109 personas residiendo en el municipio de Bowling Green. La densidad de población era de 1,02 hab./km². De los 109 habitantes, el municipio de Bowling Green estaba compuesto por el 93,58 % blancos, el 6,42 % eran afroamericanos. Del total de la población el 0,92 % eran hispanos o latinos de cualquier raza.